# 日本のテレビアニメ作品一覧 (ま行)
- アニメ > テレビアニメ > 日本のテレビアニメ作品一覧 > 日本のテレビアニメ作品一覧 (ま行)
- アニメ > アニメ作品一覧 > 日本のテレビアニメ作品一覧 > 日本のテレビアニメ作品一覧 (ま行)

日本のテレビアニメ作品一覧 (ま行)（にほんのテレビアニメさくひんいちらん (まぎょう)）は「ま行」で始まる日本のテレビアニメ作品一覧。

## ま
- マージナルプリンス〜月桂樹の王子達〜 - ゴンジーノ、東京キッズ
- マーダーミステリー・オブ・ザ・デッド - 株式会社ABCアニメーション、バルス株式会社
- マーメイドメロディー ぴちぴちピッチ - アクタス、シナジージャパン
  - マーメイドメロディー ぴちぴちピッチ ピュア - アクタス、シナジージャパン
- マイアミ☆ガンズ - グループ・タック
- 舞妓さんちのまかないさん - J.C.STAFF
- まいっちんぐマチコ先生 - スタジオぴえろ
- 毎日かあさん - ぎゃろっぷ
- 舞-HiME（まいひめ） - サンライズ
  - 舞-乙HiME（まいおとめ） - サンライズ
- マイホームヒーロー - 手塚プロダクション
- マイリトルポニー〜トモダチは魔法〜 - DHXメディア/バンクーバー、ハズブロ・スタジオズ、トップ・ドロー・アニメーション
- 魔入りました!入間くん（第1期） - BNピクチャーズ
  - 魔入りました!入間くん（第2期） - BNピクチャーズ
  - 魔入りました!入間くん（第3期） - BNピクチャーズ
- まえせつ! - Studio五組、AXsiZ
- 魔王学院の不適合者 〜史上最強の魔王の始祖、転生して子孫たちの学校へ通う〜 - SILVER LINK.
  - 魔王学院の不適合者 II 〜史上最強の魔王の始祖、転生して子孫たちの学校へ通う〜 - SILVER LINK.
- 魔王軍最強の魔術師は人間だった - studio A-CAT
- 魔王様、リトライ! - EKACHI EPILKA
  - 魔王様、リトライ!R - 月虹
- 魔王城でおやすみ - 動画工房
- 魔王2099 - J.C.STAFF
- 魔王の俺が奴隷エルフを嫁にしたんだが、どう愛でればいい? - ブレインズ・ベース
- まおゆう魔王勇者 - アームス
- 魔界王子 devils and realist - 動画工房
- 魔界戦記ディスガイア - OLM TEAM IGUCHI
- まかでみ・WAっしょい! - ZEXCS
- 禍つヴァールハイト -ZUERST- - 横浜アニメーションラボ
- マギ（第1期）- A-1 Pictures
  - マギ（第2期） - A-1 Pictures
  - マギ シンドバッドの冒険 - Lay-duce
- マギアレコード 魔法少女まどか☆マギカ外伝 - シャフト
  - マギアレコード 魔法少女まどか☆マギカ外伝 2nd SEASON -覚醒前夜- - シャフト
  - マギアレコード 魔法少女まどか☆マギカ外伝 Final SEASON -浅き夢の暁- - シャフト
- 牧場の少女カトリ - 日本アニメーション
- 魔境伝説アクロバンチ - 国際映画社
- マグネロボ ガ・キーン - 東映動画
- 枕男子 - Assez Finaud Fabric.、feel
- マケン姫っ! - AICスピリッツ
  - マケン姫っ!通 - XEBEC
- まけるな!!あくのぐんだん! - タツノコプロ
- 負けヒロインが多すぎる! - A-1 Pictures
- 政宗くんのリベンジ - SILVER LINK.
  - 政宗くんのリベンジR - SILVER LINK.
- マジカノ - 東京キッズ
- マジカパーティ - オー・エル・エム
- まじかるカナン - AIC A.S.T.A
- まじかる☆タルるートくん - 東映動画
- 魔法少女猫たると（まじかるにゃんにゃんたると)  - TNK、マッドハウス
- まじかるハット - スタジオぴえろ
- マジきゅんっ!ルネッサンス - サンライズ
- まじっく快斗 - トムス・エンタテインメント
  - まじっく快斗1412 - A-1 Pictures
- 魔法騎士レイアース（マジックナイト - ） - 東京ムービー
- マジック・メイカー 〜異世界魔法の作り方〜 - スタジオディーン
- 真剣で私に恋しなさい! - ラルケ
- まじもじるるも - J.C.STAFF
- 魔獣戦士ルナ・ヴァルガー - AIC、St.HAKK
- 魔術士オーフェン - J.C.STAFF
  - 魔術士オーフェン Revenge - J.C.STAFF
- マシュマロ通信（ - タイムス） - スタジオコメット
- マシュランボー - 東映アニメーション
- 魔女っ子チックル - 東映
- 魔女っ子メグちゃん - 東映動画
- 魔女と野獣 - 横浜アニメーションラボ
- 魔女の旅々 - C2C
- ましろ色シンフォニー-The color of lovers- - マングローブ
- ましろのおと - シンエイ動画
- 魔神英雄伝ワタル - サンライズ
  - 魔神英雄伝ワタル2 - サンライズ
  - 超魔神英雄伝ワタル - サンライズ
- マジンガーZ - 東映動画
- 魔神創造伝ワタル - バンダイナムコピクチャーズ
- 魔人探偵脳噛ネウロ（ - のうがみネウロ） - マッドハウス
- 機巧少女は傷つかない（マシンドール - ） - ラルケ
- マシンハヤブサ - 東映動画
- マジンボーン - 東映アニメーション
- マシンロボ クロノスの大逆襲 - 葦プロ
  - マシンロボ ぶっちぎりバトルハッカーズ - 葦プロ
- マスターモスキートン'99 - ゼロGルーム
- 魔装学園H×H - プロダクションアイムズ
- 魔装機神サイバスター - 葦プロ
- 魔探偵ロキRAGNAROK - スタジオディーン
- 魔弾の王と戦姫 - サテライト
- まちカドまぞく - J.C.STAFF
  - まちカドまぞく 2丁目 - J.C.STAFF
- まついぬ - ポイント・ピクチャーズ
- マッシュル-MASHLE- - A-1 Pictures
  - マッシュル-MASHLE- 神覚者候補選抜試験編 - A-1 Pictures
- まっすぐにいこう。 - ゆめ太カンパニー
- マッハGoGoGo - タツノコプロ
- 魔動王グランゾート - サンライズ
- 魔豆奇伝パンダリアン - プラネット
- 魔都精兵のスレイブ - Seven Arcs
- 魔導具師ダリヤはうつむかない - 颱風グラフィックス、イマジカインフォス
- マナリアフレンズ - CygamesPictures
- 魔乳秘剣帖 - フッズエンタテインメント
- マブラヴ オルタネイティヴ（第1期） - FLAGSHIP LINE、ゆめ太カンパニー×グラフィニカ
  - マブラヴ オルタネイティヴ（第2期） -  FLAGSHIP LINE、ゆめ太カンパニー×グラフィニカ
- まぶらほ - J.C.STAFF
- 魔法科高校の劣等生 - マッドハウス
  - 魔法科高校の劣等生 来訪者編 - エイトビット
  - 魔法科高校の優等生 - CONNECT
  - 魔法科高校の劣等生 追憶編 - エイトビット、新潟エイトビット
  - 魔法科高校の劣等生（第3シーズン） -  エイトビット
- 魔法少女育成計画 - Lerche
- 魔法少女 俺 - ぴえろプラス
- 魔法少女サイト - production dóA
- 魔法少女隊アルス - STUDIO 4℃
  - 魔法少女隊アルス THE ADVENTURE -　STUDIO 4℃
- 魔法少女大戦 - GAINAX
- 魔法少女特殊戦あすか - ライデンフィルム
- 魔法少女なんてもういいですから。 - PINE JAM
  - 魔法少女なんてもういいですから。セカンドシーズン - PINE JAM
- 魔法少女にあこがれて - 旭プロダクション
- 魔法少女プリティサミー - AIC
- 魔法少女マジカルデストロイヤーズ - バイブリーアニメーション
- 魔法少女まどか☆マギカ - シャフト
- 魔法少女ララベル - 東映動画
- 魔法少女リリカルなのは - セブン・アークス
  - 魔法少女リリカルなのはA's - セブン・アークス
  - 魔法少女リリカルなのはStrikerS - セブン・アークス
  - 魔法少女リリカルなのはViVid - A-1 Pictures
- 魔法陣グルグル（第1作） - 日本アニメーション
  - ドキドキ♡伝説 魔法陣グルグル - 日本アニメーション
  - 魔法陣グルグル（第3作） - Production I.G.
- 魔法戦士リウイ - J.C.STAFF
- 魔法先生ネギま! - XEBEC
  - ネギま!? - SHAFT
- 魔法戦争 - マッドハウス
- 魔法使いサリー - 東映動画
- 魔法使いTai! - トライアングルスタッフ
- 魔法使いチャッピー - 東映動画
- 魔法遣いに大切なこと - ヴューワークス、J.C.STAFF
  - 魔法遣いに大切なこと 〜夏のソラ〜 - ハルフィルムメーカー
- 魔法使いになれなかった女の子の話 - J.C.STAFF
- 魔法使いの約束 - ライデンフィルム
- 魔法使いの嫁 - WIT STUDIO
- 魔法使い黎明期 - 手塚プロダクション
- 魔法のアイドルパステルユーミ - スタジオぴえろ
- 魔法のエンジェルスイートミント - 葦プロ
- 魔法のスターマジカルエミ - スタジオぴえろ
- 魔法のステージファンシーララ - スタジオぴえろ
- 魔法の天使クリィミーマミ - スタジオぴえろ
- 魔法のプリンセス ミンキーモモ（第1作）- 葦プロ
  - 魔法のプリンセスミンキーモモ（第2作） - 葦プロ
- 魔法のマコちゃん - 東映動画
- 魔法の妖精ペルシャ - スタジオぴえろ
- まぼろしまぼちゃん - スタジオコメット
- まほらば 〜Heartful days〜 - J.C.STAFF
- まほろまてぃっく - GAINAX、シャフト
  - まほろまてぃっく 〜もっと美しいもの〜 - GAINAX、シャフト
- ママは小学4年生 - サンライズ
- 継母の連れ子が元カノだった - project No.9
- ママはぽよぽよザウルスがお好き - 日本アニメーション
- ママレード・ボーイ - 東映動画
- まめうしくん - 東京ムービー
- まめきちまめこニートの日常 - 手塚プロダクション
- まめねこ - キャラクション
- まもって守護月天! - 東映アニメーション
- まもって!ロリポップ - サンシャインコーポレーション
- 護くんに女神の祝福を! - ゼクシズ
- 迷家-マヨイガ- - ディオメディア
- 迷い猫オーバーラン! - AIC
- まよチキ! - feel.
- 真夜中のオカルト公務員 - ライデンフィルム
- 真夜中ぱんチ - P.A.WORKS
- マリア様がみてる - スタジオディーン
  - マリア様がみてる～春～ - スタジオディーン
  - マリア様がみてる 4thシーズン - スタジオディーン
- まりあ†ほりっく - シャフト
  - まりあ†ほりっく あらいぶ - シャフト
- マリー&ガリー - 東映アニメーション、NHKエデュケーショナル
  - マリー&ガリー ver.2.0 - 東映アニメーション、NHKエデュケーショナル
- 丸出だめ夫 - スタジオぴえろ
- 輪るピングドラム - Brain's Base
- まんがーる! - 動画工房
- まんが偉人物語 - グループ・タック、ヘラルドインターナショナル
- まんがイソップ物語 - テレビ東京、日本アニメーション
- マンガ家さんとアシスタントさんと - ZEXCS
- マンガ人物史 - オフィス・ユニ
- まんが猿飛佐助 - ナック
- マンガ日本経済入門 - ナック
- まんが日本史 - 土田プロダクション
- まんが日本昔ばなし - 愛企画センター
- まんがはじめて物語（アニメ部分） - ダックスインターナショナル
  - まんがどうして物語（アニメ部分） - ダックスインターナショナル
  - まんがなるほど物語（アニメ部分） - ダックスインターナショナル
  - 新まんがなるほど物語（アニメ部分） - ダックスインターナショナル
  - まんがはじめて面白塾（アニメ部分） - ダックスインターナショナル
- まんが 水戸黄門 - ナック

## み
- ミームいろいろ夢の旅 - 日本アニメーション
- ミイラの飼い方 - エイトビット
- 見える子ちゃん - Passione
- 未確認で進行形 - 動画工房
- ミカグラ学園組曲 - 動画工房
- みかん絵日記 - 日本アニメーション
- ミギとダリ - GEEKTOYS×CompTown
- ミクロイドS - 東映動画
- 水色時代 - スタジオコメット
- ミスター味っ子 - サンライズ
- みすて♡ないでデイジー - スタジオディーン
- ミス・モノクローム -The Animation- - ライデンフィルム、サンジゲン
  - ミス・モノクローム -The Animation- 2 - ライデンフィルム、サンジゲン
  - ミス・モノクローム -The Animation- 3 - ライデンフィルム、サンジゲン
- 淫らな青ちゃんは勉強ができない - SILVER LINK.
- ミチコとハッチン - マングローブ
- ミッドナイトホラースクール - ミルキーカートゥーン'
- みっちりねこ - helo.inc
- みつどもえ - ブリッジ
  - みつどもえ 増量中! - ブリッジ
- みつばちマーヤの冒険 - 日本アニメーション
- 三ツ星カラーズ - SILVER LINK.
- 三つ目がとおる - 虫プロ
- 美鳥の日々 - ぴえろ
- みどりのマキバオー - ぴえろ
- 緑山高校　甲子園編 - バルク/あにまる屋
- みなみけ - 童夢
  - みなみけ〜おかわり〜 - アスリード
  - みなみけ おかえり - アスリード
  - みなみけ ただいま - feel.
- 南の虹のルーシー - 日本アニメーション
- みならいディーバ - ヤオヨロズ
- ミュークルドリーミー - J.C.STAFF
  - ミュークルドリーミー みっくす! - J.C.STAFF
- みゆき - キティ・フィルム
- 未来警察ウラシマン - タツノコプロ
- 未来少年コナン - 日本アニメーション
  - 未来少年コナンII タイガアドベンチャー - 日本アニメーション
- 未来日記 - アスリード
- 未来ロボ ダルタニアス - 東映、日本サンライズ
- ミラクル☆ガールズ - ジャパン・タップス
- ミラクルジャイアンツ童夢くん - 学研
- ミラクル少女リミットちゃん - 東映動画
- ミラクル☆トレイン - ゆめ太カンパニー
- みらくる! ぱんぞう - スタジオ雲雀
- 味楽る!ミミカ（みらくる - ） - デジタル・メディア・ラボ
- ミリオンドール - 旭プロダクション
- みりたり! - Creators in Pack
- 見ると強くなる 痛快!横綱アニメ ああ播磨灘 - イージー・フイルム
- みんな集まれ!ファルコム学園 - キャラアニ、ダックスプロダクション
  - みんな集まれ!ファルコム学園SC - キャラアニ、ダックスプロダクション
- みんなだいすきそらジロー -  エイジグローバルネットワークス

## む
- ムーの白鯨 - 東京ムービー
- ムーミン - 瑞鷹エンタープライズ、東京ムービー、虫プロ
  - 楽しいムーミン一家 - テレスクリーン
- ムカムカパラダイス - 日本アニメーション
- 無限戦記ポトリス - サンライズ
- 無限の住人 - Bee Train
- 無限のリヴァイアス - サンライズ
- 無彩限のファントム・ワールド - 京都アニメーション
- むさしの! - A-Real
- 六三四の剣 - エイケン
- ムシウタ - ビートフロッグ
- 虫かぶり姫 - マッドハウス
- 蟲師（むしし） - アートランド
  - 蟲師 続章 - アニメーションスタジオ・アートランド
- ムシブギョー - セブン・アークス・ピクチャーズ
- 無職転生 〜異世界行ったら本気だす〜 - スタジオバインド
  - 無職転生 II 〜異世界行ったら本気だす〜 - スタジオバインド
- 無人惑星サヴァイヴ - マッドハウス、テレコム・アニメーションフィルム
- 無責任艦長タイラー - タツノコプロ
- 陸奥圓明流外伝 修羅の刻 - スタジオコメット
- 無敵王トライゼノン - イージーフィルム
- 無敵看板娘 - テレコム・アニメーションフィルム
- 無敵鋼人ダイターン3 - 日本サンライズ
- 無敵超人ザンボット3 - 日本サンライズ
- 無敵ロボ トライダーG7 - 日本サンライズ
- 無能なナナ - ブリッジ
- ムヒョとロージーの魔法律相談事務所（第1期） - スタジオディーン
  - ムヒョとロージーの魔法律相談事務所（第2期） - スタジオディーン
- 村井の恋 - J.C.STAFF
- 群れなせ!シートン学園 - Studio五組

## め
- 迷宮ブラックカンパニー - SILVER LINK.
- 名犬ジョリィ - 東宝株式会社
- 名犬ラッシー - 日本アニメーション
- 明治撃剣－1874－ - つむぎ秋田アニメLab
- 明治東亰恋伽 - TMS/V1Studio
- 名たんていカゲマン - スタジオ雲雀
- 名探偵コナン - トムス・エンタテインメント
- 名探偵ホームズ - 東京ムービー
- メイドインアビス - キネマシトラス
  - メイドインアビス 烈日の黄金郷 - キネマシトラス
- 名湯『異世界の湯』開拓記 〜アラフォー温泉マニアの転生先は、のんびり温泉天国でした〜 - BloomZ、ウルフズベイン
- メイプルストーリー - マッドハウス
- メイプルタウン物語 - 東映動画
  - 新メイプルタウン物語 パームタウン編 - 東映動画
- 名門!第三野球部 - NAS
- メーテルリンクの青い鳥 チルチルミチルの冒険旅行 - オフィス・アカデミー
- メカウデ - TriFスタジオ
- メカクシティアクターズ - シャフト
- メガトン級ムサシ シーズン1 - オー・エル・エム
  - メガトン級ムサシ シーズン2 - オー・エル・エム
- メガネブ! - スタジオディーン
- 女神候補生 - XEBEC
- 女神のカフェテラス（第1期） - 手塚プロダクション
  - 女神のカフェテラス（第2期） - 手塚プロダクション
- 女神寮の寮母くん。 - アスリード
- メガロボクス - トムス・エンタテインメント
  - NOMAD メガロボクス２ - トムス・エンタテインメント
- め組の大吾 救国のオレンジ - ブレインズ・ベース
- メジャー（MAJOR） - スタジオ雲雀、SynergySP
  - メジャーセカンド - オー・エル・エム
- めぞん一刻 - スタジオディーン
- めだかボックス - GAINAX
  - めだかボックス アブノーマル - GAINAX
- メダリスト - ENGI
- メタリックルージュ - ボンズ
- メタルファイター・MIKU - J.C.STAFF
- メタルファイト ベイブレード - タツノコプロ
  - メタルファイト ベイブレード 爆 - SynergySP
  - メタルファイト ベイブレード 4D - SynergySP
  - メタルファイト ベイブレード ZEROG - SynergySP
- メダロット - Bee Train
  - メダロット魂 - トランス・アーツ
- めちゃっこドタコン - 国際映画社
- メルクストーリア -無気力少年と瓶の中の少女- - エンカレッジフィルムズ
- メルヘン・メドヘン - フッズエンタテインメント

## も
- もういっぽん! - BAKKEN RECORD
- 妄想科学シリーズ ワンダバスタイル - TNK
- 妄想代理人 - マッドハウス
- 魍魎の匣（もうりょうのはこ） - マッドハウス
- もーれつア太郎（第1作） - 東映動画
  - もーれつア太郎（第2作） - 東映動画
- モーレツ宇宙海賊 - サテライト
- もえがく★5（アニメパート） - AICスピリッツ
- もえたん - アクタス
- 燃える!お兄さん - ぴえろ
- 燃えろアーサー 白馬の王子 - 東映動画
- 燃えろ!トップストライカー - 日本アニメーション
- もぐらのアバンチュール - 日本テレビ
- もし高校野球の女子マネージャーがドラッカーの『マネジメント』を読んだら - プロダクション I.G
- モジャ公 - OLM TEAM IGUCHI
- 悶えてよ、アダムくん- studio HōKIBOSHI
- もっけ - マッドハウス、手塚プロダクション
- モノクローム・ファクター - A・C・G・T
- ものしり大学 明日のカレンダー - おとぎプロ
- もののがたり - BN Pictures
  - もののがたり 第二章 - BN Pictures
- モノノ怪 - 東映アニメーション
- モブから始まる探索英雄譚 - 月虹
- モブサイコ100 - ボンズ
  - モブサイコ100 II - ボンズ
- もめんたりー・リリィ - GoHands
- ももいろシスターズ - スタジオディーン
- モモキュンソード - トライスラッシュ×project No.9
- ももくり - サテライト
- 桃太郎伝説 PEACHBOY LEGEND - ナック
  - PEACH COMMAND 新桃太郎伝説 - ナック
- 百千さん家のあやかし王子 - ドライブ
- もやしもん - テレコム・アニメーションフィルム
  - もやしもん リターンズ - 白組、テレコム・アニメーションフィルム
- 森のトントたち - 瑞鷹
- 森の陽気な小人たちベルフィーとリルビット - タツノコプロ
- モリゾーとキッコロ - ぎゃろっぷ
- 森田さんは無口 - セブン
  - 森田さんは無口。2 - セブン
- モンキーターン - OLM
  - モンキーターンV - OLM
- モンシェリCoCo - 日本テレビ動画
- モンスターストライク（第1期） - エックスフラッグスタジオ
  - モンスターストライク（第2期）- XFLAG PICTURES
  - モンスターストライク（第3期）- XFLAG
- モンスターハンター ストーリーズ RIDE ON - david production
- モンスターファーム〜円盤石の秘密〜 - キョクイチ東京ムービー
  - モンスターファーム〜伝説への道〜 - トムス・エンタテインメント
- モンスター娘のいる日常 - ラルケ×セヴァ
- 問題児たちが異世界から来るそうですよ? - ディオメディア
- モンタナ・ジョーンズ - スタジオジュニオ